# Регтайм (фільм)
«Регтайм» (англ. Ragtime) — американська драма режисера Мілоша Формана 1981 року.

## Сюжет
Історія відбувається в 1910-ті роки в Нью-Йорку. У фільмі переплітаються безліч сюжетних ліній. Життя декількох американських сімей показане як зріз життя суспільства. Поступово на перший план виходить історія чорношкірого джазового піаніста Коулгауса Вокера молодшого, який доробився грошей, граючи у джазовому ансамблі. Деяким білим чоловікам це не подобається, і в один прекрасний день вони нападають на нього і псують новий автомобіль. Вокер намагається всіма засобами домогтися справедливості.

## У ролях
- Джеймс Кегні — комісар поліції Райнлендер Валдо
- Бред Дуріф — молодший Брат
- Моузес Ганн — Букер Т. Вашингтон
- Елізабет Макговерн — Евелін Несбіт
- Кеніт Мак-Мілан — Віллі Канклін
- Менді Патінкін — Татех
- Мері Стінберген — мати
- Пет О'Брайен — Дельфін
- Дональд О'Коннор — викладач танців
- Джеймс Олсон — батько
- Говард Е. Роллінз мол. — Коулгаус Вокер молодший
- Деббі Аллен — Сара
- Джеффрі ДеМанн — Гудіні
- Роберт Джой — Генрі Тау
- Норман Мейлер — Стенфорд Вайт
- Елл Метьюс — метрдотель
- Джон Ратценбергер — поліцейський
- Семюел Лірой Джексон — бандит
- Джек Ніколсон — пірат на пляжі